# Acropora vermiculata
Acropora vermiculata е вид корал от семейство Acroporidae.

## Разпространение и местообитание
Видът е разпространен в Австралия, Британска индоокеанска територия, Индонезия, Коморски острови, Мавриций, Мадагаскар, Майот, Малайзия, Мозамбик, Реюнион, Сейшели, Сингапур, Тайланд и Филипини.
Обитава океани и рифове в райони с тропически климат.

## Описание
Популацията на вида е намаляваща.